# Катуте (Месина)
Катуте је насеље у Италији у округу Месина, региону Сицилија.
Према процени из 2011. у насељу је живело 213 становника. Насеље се налази на надморској висини од 186 м.